# Даллас (Орегон)
Даллас (англ. Dallas) — місто (англ. city) в США, в окрузі Полк штату Орегон. Населення — 16 854 особи (2020).

## Географія
Даллас розташований за координатами 44°55′19″ пн. ш. 123°18′49″ зх. д. / 44.92194° пн. ш. 123.31361° зх. д. (44.922046, -123.313572).  За даними Бюро перепису населення США в 2010 році місто мало площу 12,46 км², уся площа — суходіл.

### Клімат
| Клімат : Даллас                                                                    | Клімат : Даллас | Клімат : Даллас | Клімат : Даллас | Клімат : Даллас | Клімат : Даллас | Клімат : Даллас | Клімат : Даллас | Клімат : Даллас | Клімат : Даллас | Клімат : Даллас | Клімат : Даллас | Клімат : Даллас | Клімат : Даллас |
| Показник                                                                           | Січ.            | Лют.            | Бер.            | Квіт.           | Трав.           | Черв.           | Лип.            | Серп.           | Вер.            | Жовт.           | Лист.           | Груд.           | Рік             |
| Середній максимум, °C                                                              | 8,3             | 10,6            | 13,3            | 16,1            | 20,0            | 23,3            | 27,8            | 28,3            | 25,6            | 18,3            | 11,1            | 7,2             | 17,5            |
| Середній мінімум, °C                                                               | 1,7             | 1,7             | 3,3             | 4,4             | 6,7             | 9,4             | 10,6            | 10,6            | 8,9             | 6,1             | 3,3             | 1,1             | 5,7             |
| Норма опадів, мм                                                                   | 194             | 144             | 124             | 81              | 54              | 39              | 11              | 14              | 29              | 78              | 196             | 230             | 1194            |
| ---------------------------------------------------------------------------------- | --------------- | --------------- | --------------- | --------------- | --------------- | --------------- | --------------- | --------------- | --------------- | --------------- | --------------- | --------------- | --------------- |
| Джерело: http://www.usclimatedata.com/climate/dallas/oregon/united-states/usor0091 |                 |                 |                 |                 |                 |                 |                 |                 |                 |                 |                 |                 |                 |

## Демографія
Згідно з переписом 2010 року, у місті мешкали 14 583 особи в 5747 домогосподарствах у складі 3952 родин. Густота населення становила 1171 особа/км².  Було 6137 помешкань (493/км²).
Расовий склад населення:
| - 92,6 % — білих - 2,0 % — корінних американців - 0,8 % — азіатів - 0,2 % — чорних або афроамериканців - 0,1 % — вихідців з тихоокеанських островів - 1,6 % — осіб інших рас |

До двох чи більше рас належало 2,7 %. Частка іспаномовних становила 5,9 % від усіх жителів.
За віковим діапазоном населення розподілялося таким чином: 25,0 % — особи молодші 18 років, 56,2 % — особи у віці 18—64 років, 18,8 % — особи у віці 65 років та старші. Медіана віку мешканця становила 39,8 року. На 100 осіб жіночої статі у місті припадало 92,1 чоловіків;  на 100 жінок у віці від 18 років та старших — 87,5 чоловіків також старших 18 років.
Середній дохід на одне домашнє господарство  становив 58 099 доларів США (медіана — 48 843), а середній дохід на одну сім'ю — 65 255 доларів (медіана — 57 329). Медіана доходів становила 45 210 доларів для чоловіків та 33 583 долари для жінок. За межею бідності перебувало 16,7 % осіб, у тому числі 25,3 % дітей у віці до 18 років та 8,7 % осіб у віці 65 років та старших.
Цивільне працевлаштоване населення становило 5826 осіб. Основні галузі зайнятості: освіта, охорона здоров'я та соціальна допомога — 20,6 %, роздрібна торгівля — 13,5 %, виробництво — 10,9 %, публічна адміністрація — 10,7 %.